# آلن دین
آلن آر دین پرنده‌شناس بریتانیایی است که علاقه خاصی به کاکایی‌ها و سسک‌ها دارد. او در سولیهال، میدلندز زندگی می‌کند.
او عضو باشگاه پرندگان وست میدلند است و دستیار سردبیر گزارش‌های سالانه آن برای سال‌های ۱۹۷۵–۱۹۸۰ بود. او از سال ۱۹۸۴ تا ۱۹۹۲ عضو کمیته پرندگان کمیاب بریتانیا بود و در سال ۲۰۰۷ گزارش جامعی از تاریخچه و انتشارات این کمیته منتشر کرد. او تعدادی مدارک شناسایی را در British Birds منتشر کرده است. مقاله‌های او دربارهٔ سسک چیف‌چاف سیبری مورد توجه ویژه بوده است. در سال ۲۰۱۰، باشگاه پرندگان وست میدلند به منظور قدردانی از سهم او در پرنده‌شناسی، عضویت مادام‌العمر را به او اعطا کرد.

### کتاب‌ها
- The Birds of the West Midlands نوشته گراهام آر. هریسون، آلن آر دین، آلن جی ریچاردز و دیوید اسمالشر، باشگاه پرندگان وست میدلند، شابک ‎۰-۹۵۰۷۸۸۱-۰-۴ (۱۹۸۲)